# Крестовоздвиженский собор (Петрозаводск)
Собор Воздвижения Креста Господня (Крестовоздвиженский собор) — православный храм в Петрозаводске.
Расположен внутри ограды Зарецкого кладбища.

## Внешний вид
Каменный четырёхстолпный собор с пятью главами, центральная из которых — световая.
Имеет три престола — в честь Честного и Животворящего Креста Господня, во имя Вознесения Господня (устроен в 1868 г. на средства церковного старосты П. В. Абрамова), во имя прп. Антония Римлянина (устроен в 1917 г.)

## История

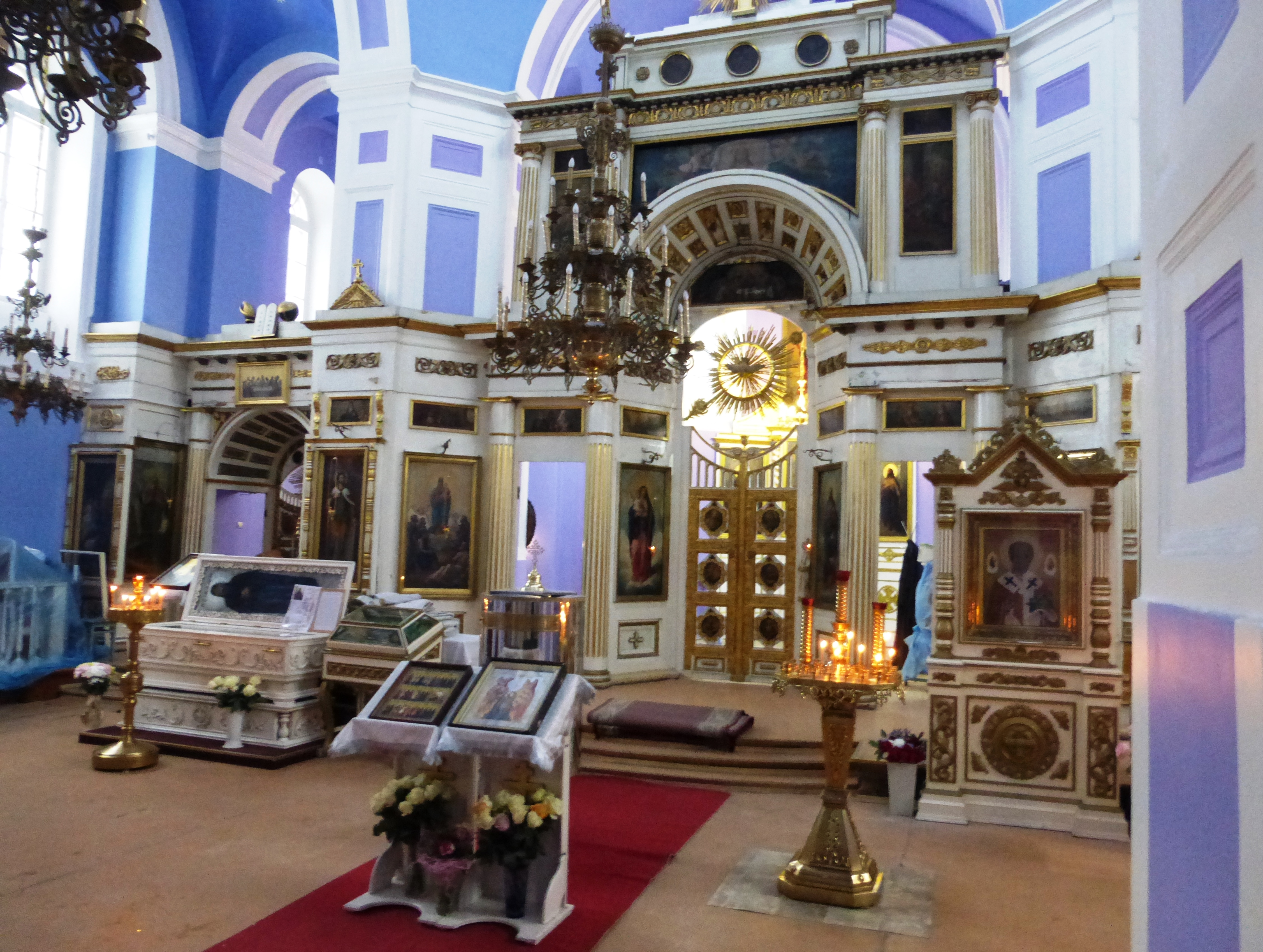
Внутреннее убранство храма

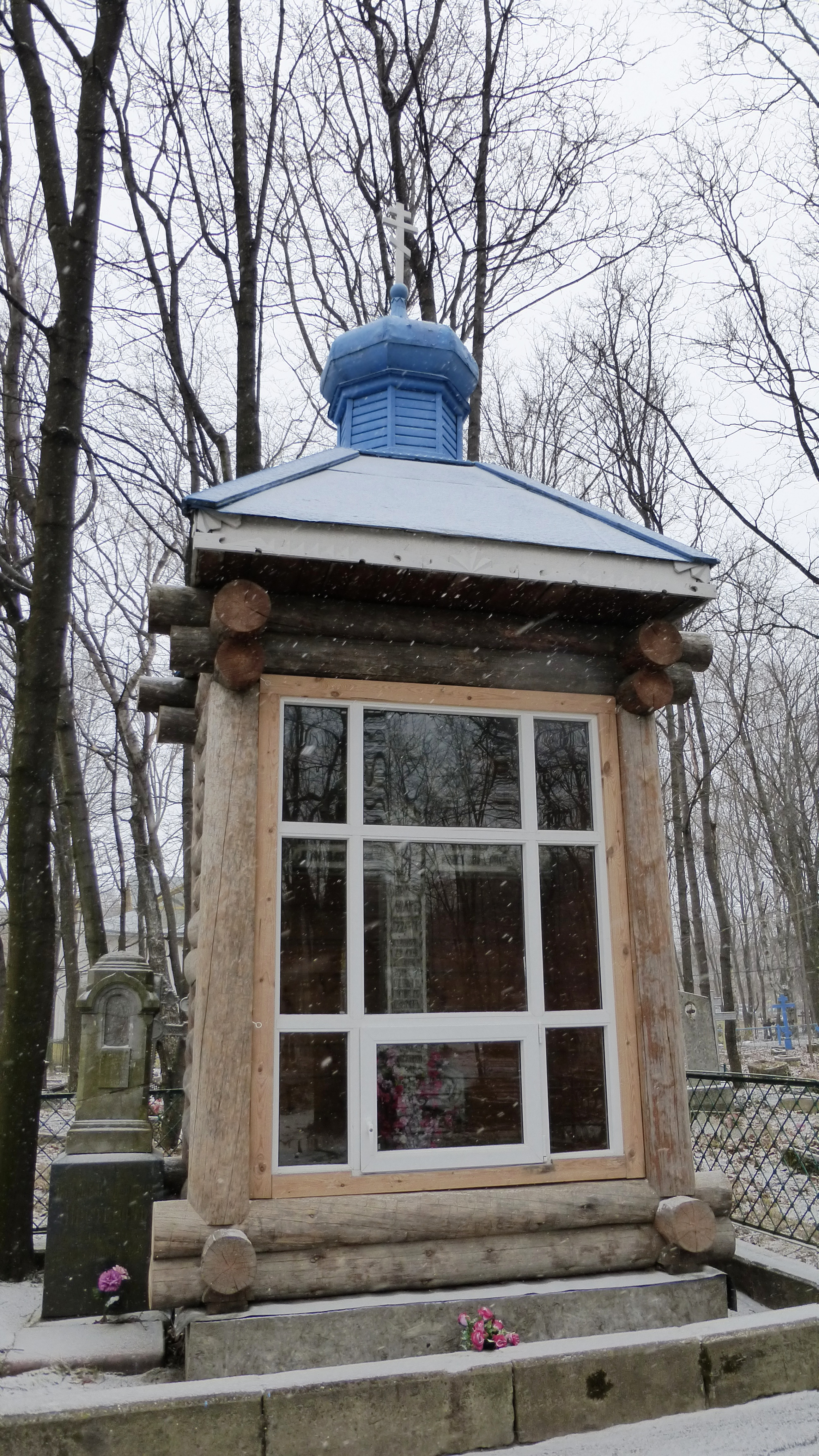
Поклонный крест в память пребывания императора Петра I в Петрозаводске

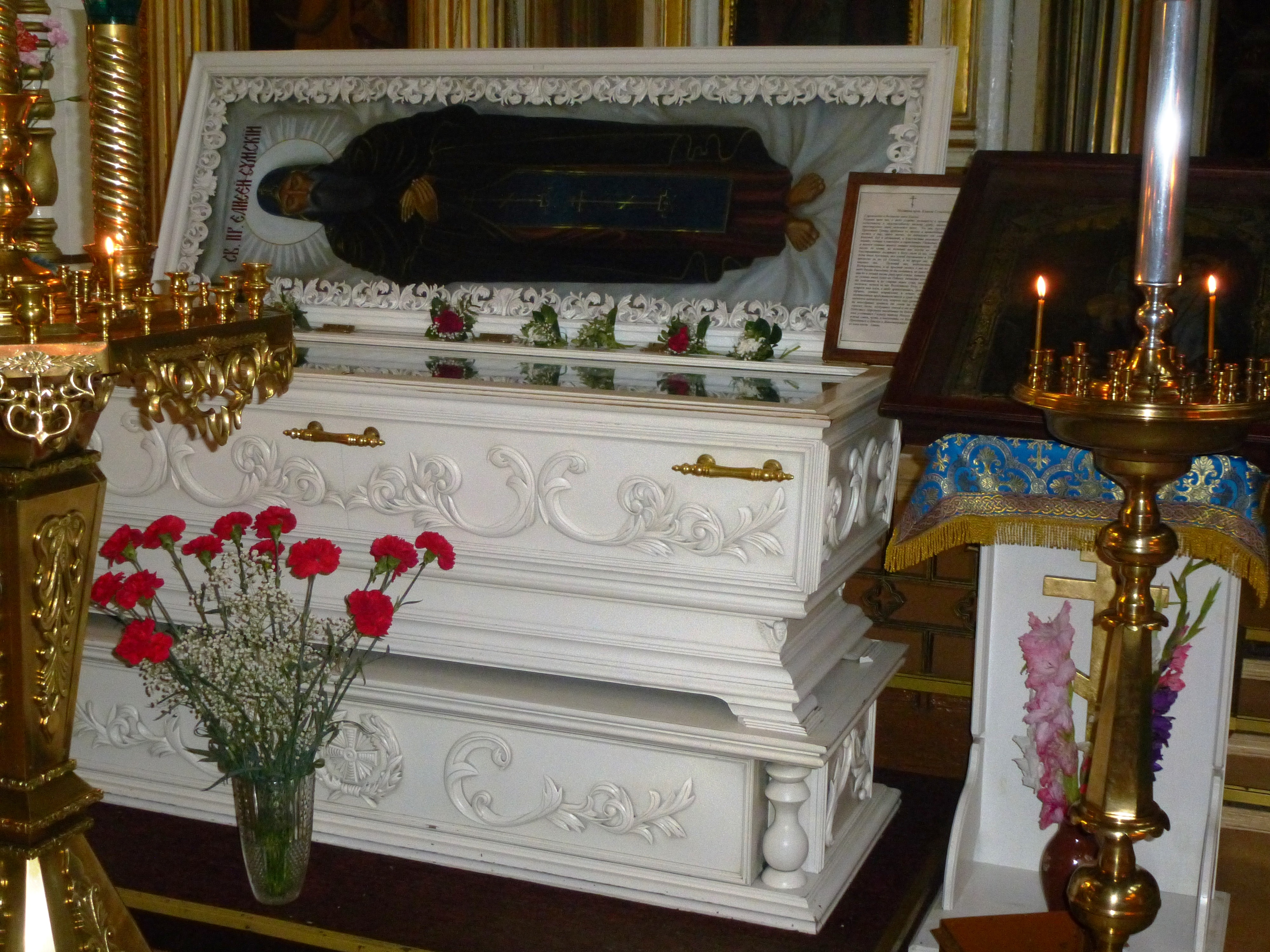
Мощи преподобного Елисея Сумского в Крестовоздвиженском соборе Петрозаводска

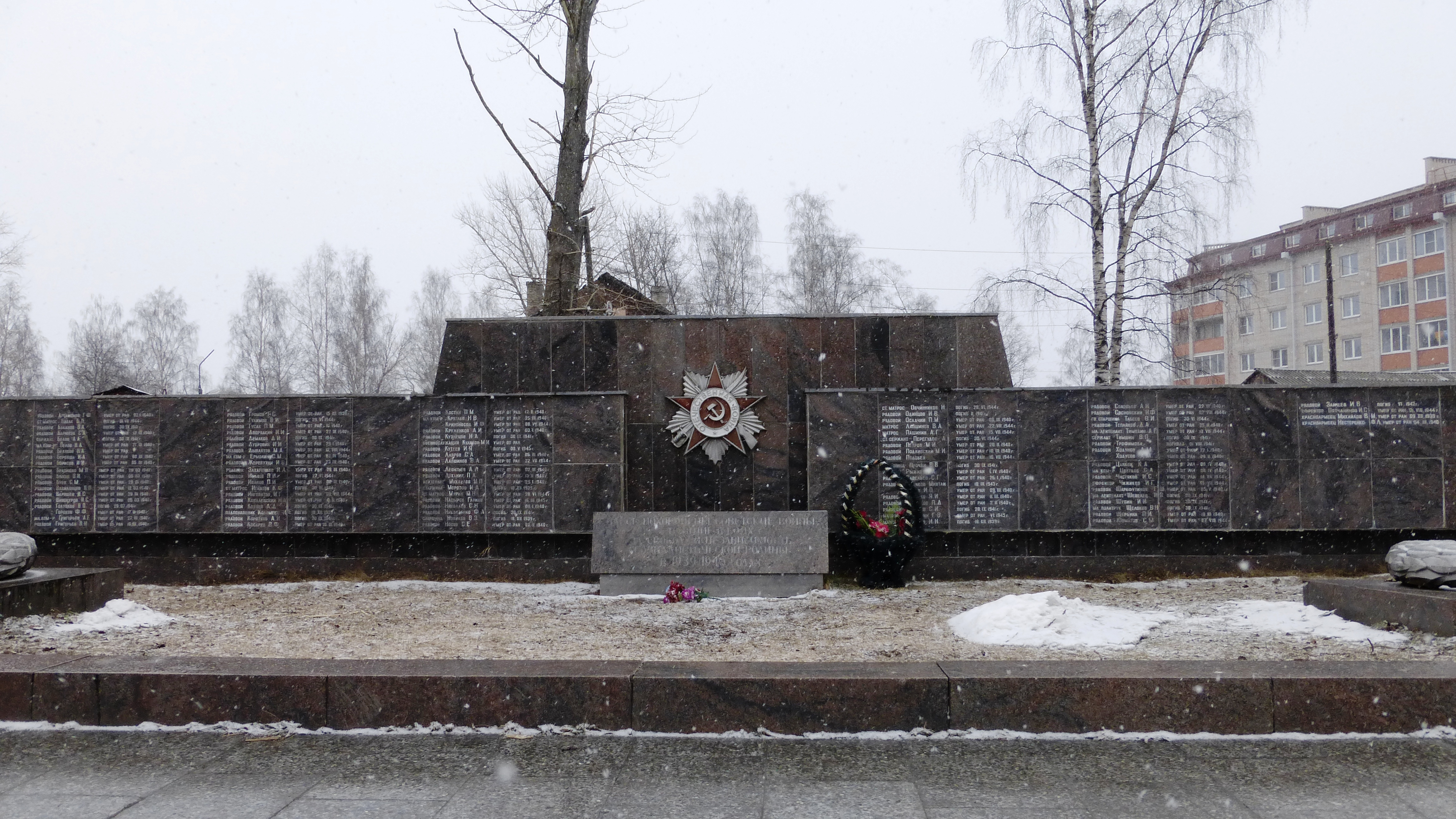
Мемориал «Братская могила советских воинов, погибших в 1939—1940 и 1941—1945 годах»

Мемориал памяти жертвам политических репрессий 1937—1938 годов

В XVIII веке на месте собора на Троицком кладбище находилась деревянная часовня, которая была разобрана в 1800 году. В 1801 году была построена церковь во имя Воздвижения Честного и Животворящего Креста Господня. В 1847 году церковь разобрали по причине ветхости, и в июле 1848 года на том же месте по благословению архиепископа Венедикта был заложен фундамент нового храма.
Строительством руководил губернский архитектор В. В. Тухтаров. Храм сооружался на средства горожан, основным жертвователем на строительство собора был купец 1-й гильдии, меценат Марк Пименов.
29 декабря 1852 года храм был освящён архиепископом Олонецким и Петрозаводским Аркадием.
В 1858 году купец П. В. Аврамов, бывший церковный староста, на собственные средства устроил второй Святой престол в честь Вознесения Господня, в 1868 году на средства П. В. Аврамова по обеим сторонам паперти были пристроены каменные отделения для архива и ризницы.
В 1896 году при храме была открыта церковно-приходская школа.
С 1924 года до второй половины 1930-х годов в храме служили обновленцы: обновленческий епископ Александр (Надёжин) перенёс в храм свою кафедру, после чего он стал именоваться «собором». В конце 1930-х гг., после ареста духовенства храма (настоятель протоиерей Иоанн Павлов арестован 8 декабря 1937 и расстрелян 27 декабря), богослужения в нём несколько лет совершалось мирским чином. Официально закрыт летом 1941 года.
Богослужения в храме возобновились в январе 1942 года во время оккупации Петрозаводска финскими войсками (1941—1944). После освобождения города в 1944 году храм был закреплён за верующими как «фактически действующий».
В 1954—1955 годах настоятелем Крестовоздвиженского собора служил протоиерей Александр Романушко.
В период 1930—1980-е годов был одним из двух действующих храмов города.
После восстановления самостоятельной епархии с 1990 по 2000 год в храме, который сохранил с 1920-х годов статус собора, располагалась кафедра епископа Олонецкого и Петрозаводского (с 1996 Петрозаводского и Карельского) Мануила.
С августа 2018 года по благословению митрополита Константина священник Константин Павлюченко занимается работами по реставрации Крестовоздвиженского собора. Проводится работа по реставрации икон храма. Часть икон уже отреставрирована и заняла свое место в алтаре собора. Отреставрирована и старинная Голгофа с предстоящими Богородицей и апостолом Иоанном. Со стороны алтаря отреставрирован иконостас храма. Отреставрированы Царские врата и отремонтированы диаконские двери. Для собора приобретён новый престол, жертвенник с приставкой, водосвятный бак на 300 литров.
В день Рождества Христова в соборе произошло чудо — заблагоухали мощи прп. Елисея Сумского.
17 февраля 2019 года, в Неделю о мытаре и фарисее, митрополит Петрозаводский и Карельский Константин совершил чин великого освящения храма и первую после освящения Божественную литургию.

## Приписные храмы и часовни
- Деревянная церковь во имя Святой Живоначальной Троицы внутри ограды Троицкого кладбища. Построена вытегорским купцом Луппой Ертоевым в 1783 г.[5] Разрушена в 1936 гг.[6]
- Деревянная часовня во имя Воздвиженья Честного и Животворящего Креста Господня на Кукковской горе в месте развилки трактов на Машезеро и Вытегру. Перестроена в 1910-х гг.[7] Разрушена в 1930-х гг.
- Часовня у Половинного озера на Машезерской дороге в честь Святого Митрофана. В 1890-х годах перестроена и посвящена Святителю Феодосию Углицкому. Разрушена после 1917 г.[8]
- Часовня во имя Святителя Николая Чудотворца на Зарецком военном кладбище в Петрозаводске Была построена в 1898 г. на средства городского купца И. Ф. Тихонова. закрыта в 1918 году, передана в ведение Кресто-Воздвиженской церковной общины в 1921 г. До нашего времени не сохранилась[9].
- Часовня во имя Святой Блаженной Ксении Петербургской при Республиканском перинатальном центре (построена в 2001 г. на средства петрозаводских предпринимателей И. Ю. Анисимова и А. А. Байдакова).
- Часовня во имя Святого Преподобного Александра Свирского в местечке 12 ключей по Вытегорскому тракту. Построена в 1910 г. на средства купца Н. П. Серого. Разрушена после 1917 г.[10]
- Часовня во имя Святого архиепископа Симферопольского и Крымского Луки при Петрозаводской больнице скорой медицинской помощи. Открыта в 2005 г.

## Внутреннее убранство храма
Собор сохранил первоначальный иконостас в стиле русского ампира (резьба капителей колонн коринфского ордера нижнего яруса полностью утрачена и нуждается в воссоздании) с иконами академического письма, заказанными в С.-Петербурге.
Иконы Божией Матери «Скоропослушница», во имя Казанской Божией Матери, во имя Тихвинской Божией Матери, икона Божией Матери «Утоли мои печали», освященная св. праведным Иоанном Кронштадтским, иконы прп. Антония Римлянина, вмц. Варвары Илиопольской, вмц. Екатерины, свт. Иоасафа Белгородского с частицей мощей; мощи прп. Елисея Сумского, Соловецкого чудотворца.
В храме похоронены архиепископ Олонецкий и Петрозаводский Венедикт (Григорович) (в 1850 г.), академик Петербургской Академии наук К. И. Арсеньев (в 1865 г.).

## Зарецкое кладбище
Одно из самых старых кладбищ Петрозаводска. На кладбище похоронены многие известные жители города, в том числе купцы М. П. Пименов, Е. Г. Пименов и П. В. Аврамов.
В настоящее время кладбище закрыто для захоронений.
На кладбище находятся мемориалы «Братская могила советских воинов, погибших в 1939—1940 и 1941—1945 годах» и «Жертвам политических репрессий».
Рядом с главными воротами, в ограде кладбища стоит Поклонный восьмиконечный крест, воздвигнутый в 1725 году на средства жителя заводской слободы И. И. Сараева в память последнего пребывания императора Петра Великого на Олонецких Петровских заводах.
На территории имеется также крестильный храм, построенный в 1980-х годах, в 2020, в ходе ремонта, на храме установлен золотой купол с крестом.